# Czarna (Powiat Łańcucki)
Czarna ist ein Dorf im Powiat Łańcucki der Woiwodschaft Karpatenvorland in Polen. Es ist Sitz der gleichnamigen Landgemeinde mit etwa 11.500 Einwohnern.

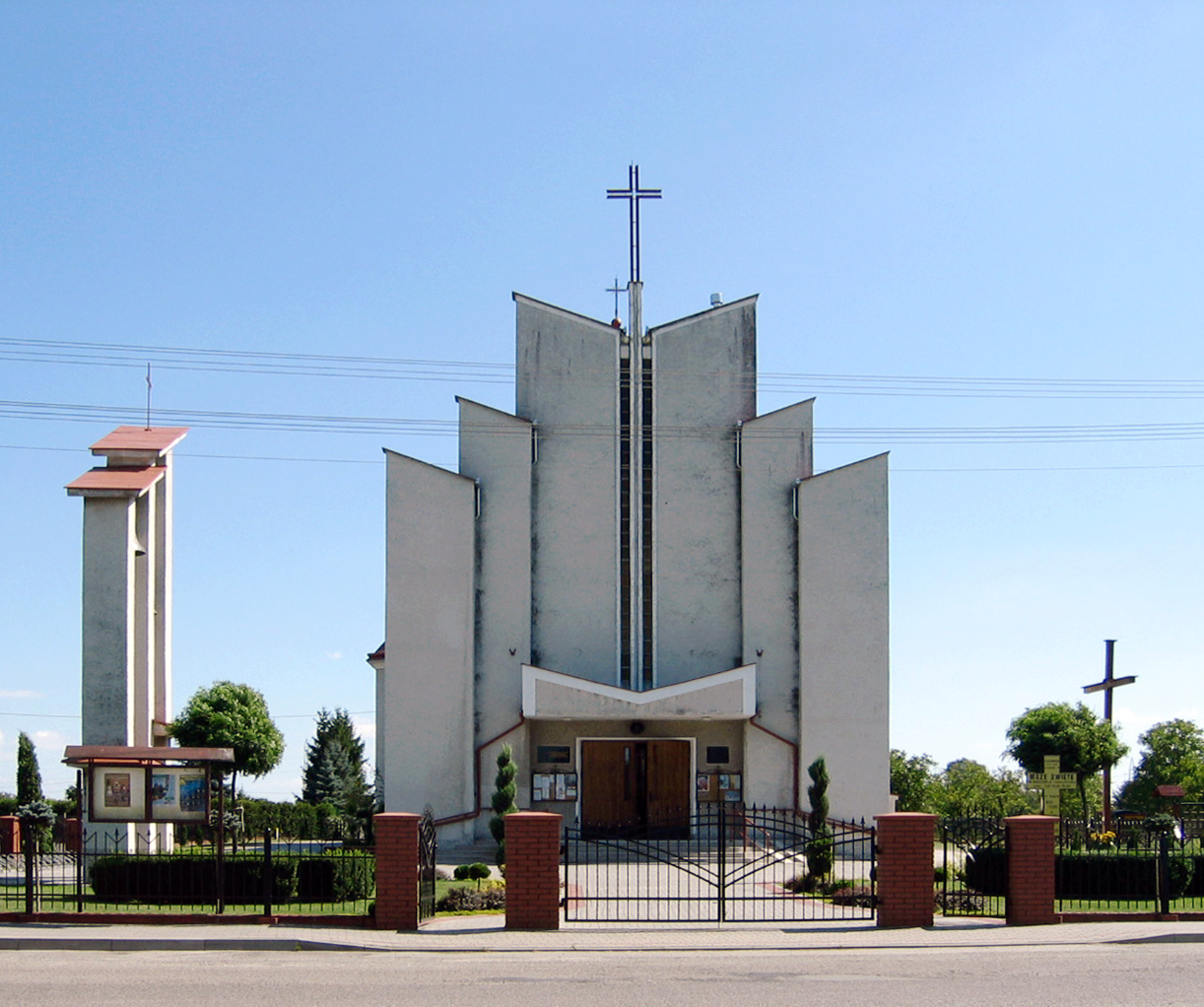
Ortskirche

## Geschichte
Der Ort im Przemyśler Land der Woiwodschaft Ruthenien, am linken, nördlichen Ufer des Wisłoks, am Rand des Sandomirer Urwalds im Sandomirer Becken wurde im Jahr 1562 von Krzysztof Pilecki angelegt. Der Ort wurde im Jahr 1581 als Czarna erstmals urkundlich erwähnt. Der Ortsname ist vom Adjektiv czarny (schwarz) abgeleitet, entweder nach dem schwarzen Wald oder dem schwarzen Boden. Der ukrainische Ortsname des Dorfs Čarna ist unverändert vom polnischen Namen abgeleitet (mit ar < urslawisch *r', im Ukrainischen or < er, schwarz: černyj > čornyj).
Kurt Lück bezeichnete das Dorf als eine Tochtersiedlung der Łańcuter Walddeutschen, weil unter anderem noch im Jahr 1716 lebten im Waldhufendorf auch Bauern, die deutsche Familiennamen und Vornamen trugen, was der polnische Forscher Wojciech Blajer kritisierte, weil die Bauern mit deutschstämmigen Nachnamen wahrscheinlich schon in der Neuzeit teilweise polonisiert waren und Lück wisse nicht, dass die Namen Czarne, Czarniane und Czarniawa alle das Dorf Czarna und nicht drei Dörfer bezeichneten.
Bei der Ersten Teilung Polens kam Czarna 1772 zum neuen Königreich Galizien und Lodomerien des habsburgischen Kaiserreichs (ab 1804).
1880 hatte das Dorf 212 Häuser mit 1273 Einwohnern, die Römisch-Katholiken waren der Mutterpfarrei in Krzemienica eingepfarrt.
1918, nach dem Ende des Ersten Weltkriegs und dem Zusammenbruch der k.u.k. Monarchie, kam der Ort zu Polen. Unterbrochen wurde dies nur durch die Besetzung Polens durch die Wehrmacht im Zweiten Weltkrieg.
Von 1975 bis 1998 gehörte Czarna zur Woiwodschaft Rzeszów.